# 陀羅尼助

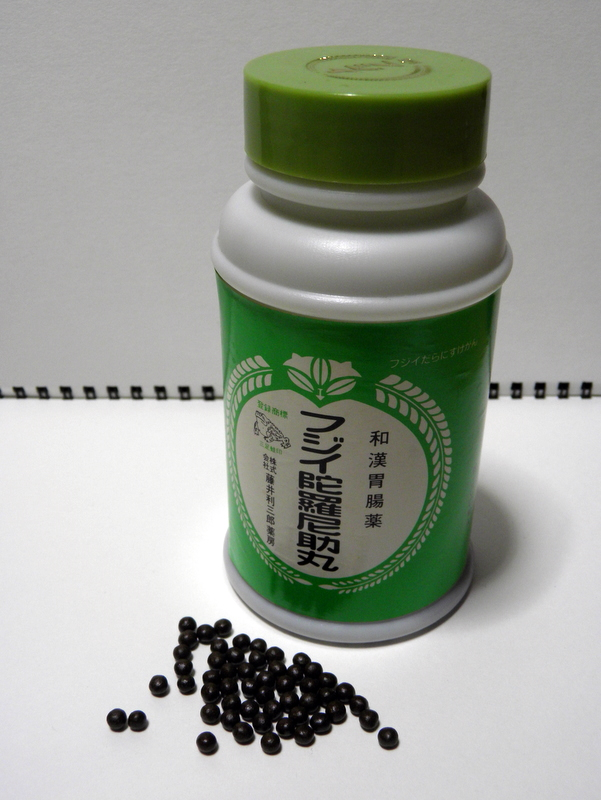
フジイ陀羅尼助丸（吉野山）

陀羅尼助（だらにすけ）とは日本古来の民間薬。医薬品（現在のリスク区分では第2類医薬品もしくは第3類医薬品に分類される）。略語形でだらすけとも呼ばれる。

## 概要

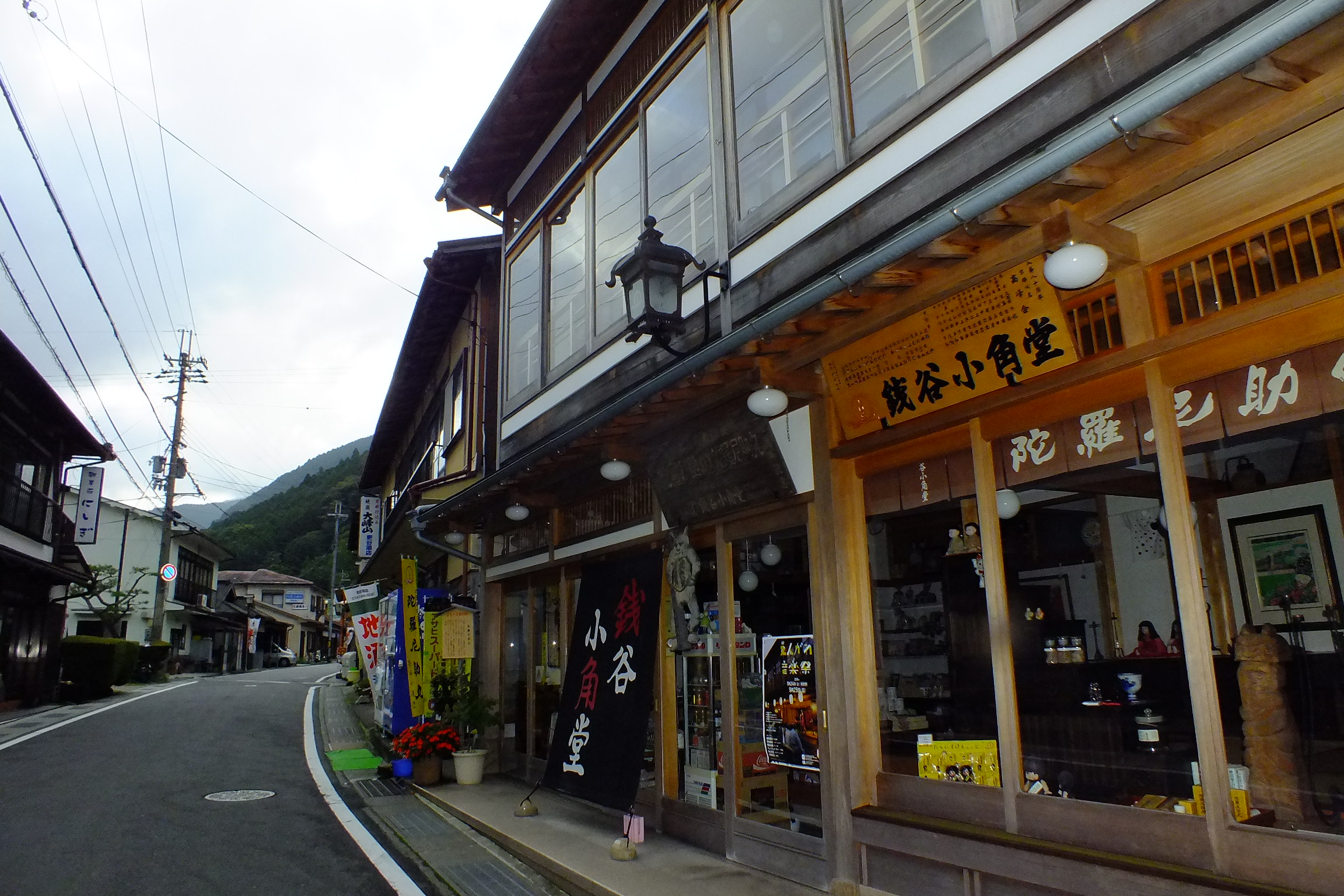
洞川温泉（奈良県）の陀羅尼助販売店

陀羅尼助の由来は、強い苦みがあるため、僧侶が陀羅尼を唱えるときにこれを口に含み眠気を防いだことからと伝えられる。陀羅尼助は和薬の元祖ともいわれ、伝承によれば、1300年前（7世紀末）に疫病が大流行した際に、役行者（役の小角）がこの薬を作り、多くの人を助けたとされる。古くは吉野山（吉野町）および洞川（どろがわ、天川村）に製造所があり、吉野山や大峯山への登山客、行者参りの人々の土産物となっていた。
黒い板状の製品が本来の陀羅尼助だが、取り扱いや服用のし易さから、丸薬にしたもの（陀羅尼助丸）が次第に製造の主流となり、各地での入手も容易である。現在では丸薬のものが単に陀羅尼助と称されていることも多い。

## 成分

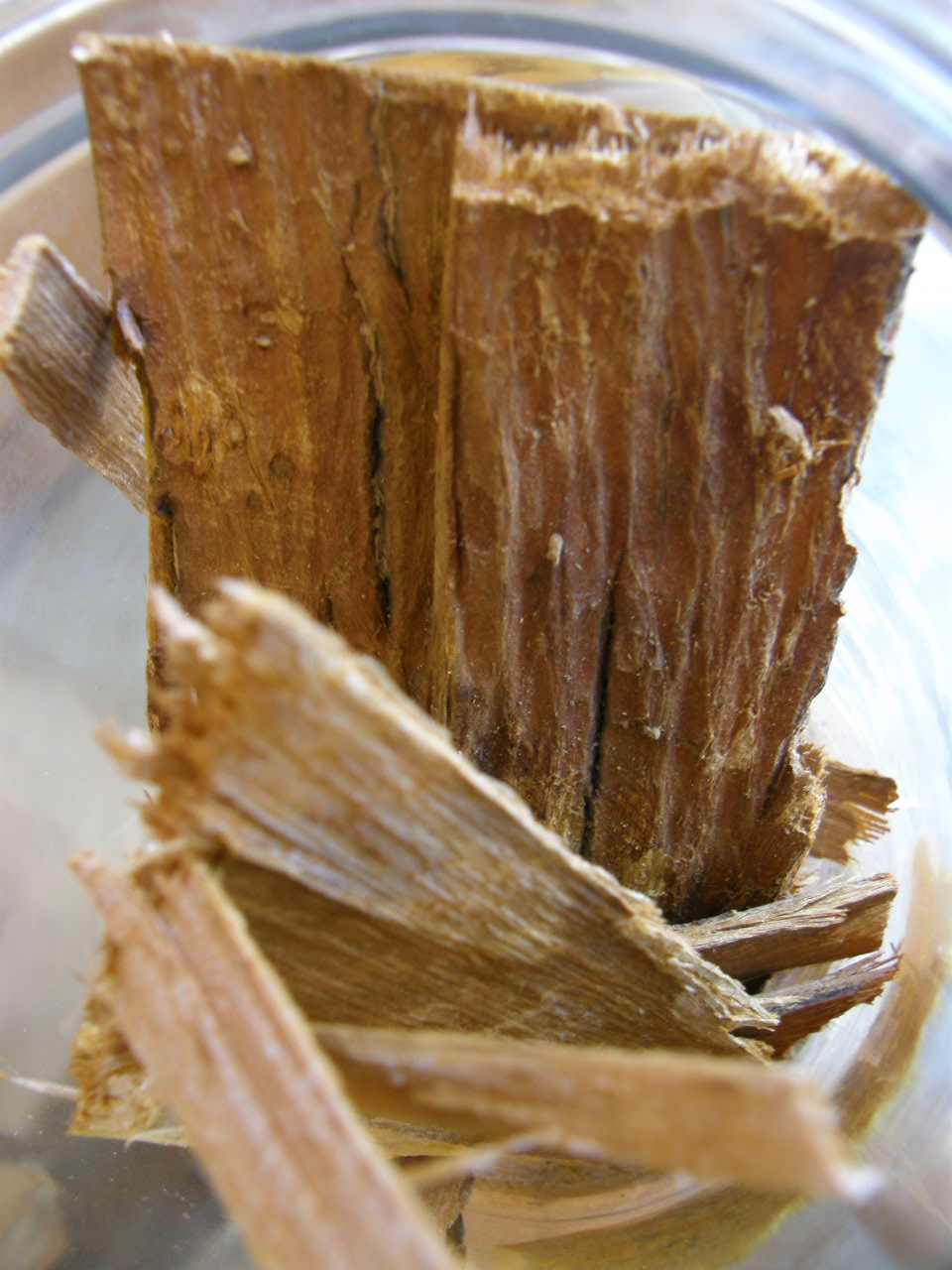
主成分のオウバク

オウバク（黄蘗、キハダ）を主成分とし、製法はオウバクの皮を数日間煮詰めて延べ板状にするもの。。
丸薬は、オウバクの皮の粉末とセンブリなどの粉末とを混ぜ合わせて精錬したもの（副成分は製品によって異なりセンブリの他、ゲンノショウコ、ゲンチアナ、エンメイソウなどを含む）。

## 効能効果
- 陀羅尼助（板状）は、下痢止めとして用いられる[5]。
- 陀羅尼助丸（粒状）は、胃腸薬として用いられる[1]。食欲不振、腹部膨満感、消化不良、食べ過ぎ、飲み過ぎ、二日酔等。

## 販売元
オウバクを主成分とする伝統薬であり、特に製造が特許に保護されていることもないため複数の製造所がある。また製造所によってオウバク以外の成分が少しずつ異なる。これら製造所は各地の特に歴史のある山の近傍に製造元があるが、現在、陀羅尼と名のつくものとしては以下のものがある。
奈良県
フジイ陀羅尼助丸（吉野山）
吉野勝造商店陀羅尼助丸（大峰山）
銭谷小角堂陀羅尼助丸（大峯山）
辻彦平本舗陀羅尼助丸（大峯山）
和歌山県
大師陀羅尼助・大師陀羅尼錠（高野山）
愛媛県
石鎚山陀羅尼丸（石鎚山）

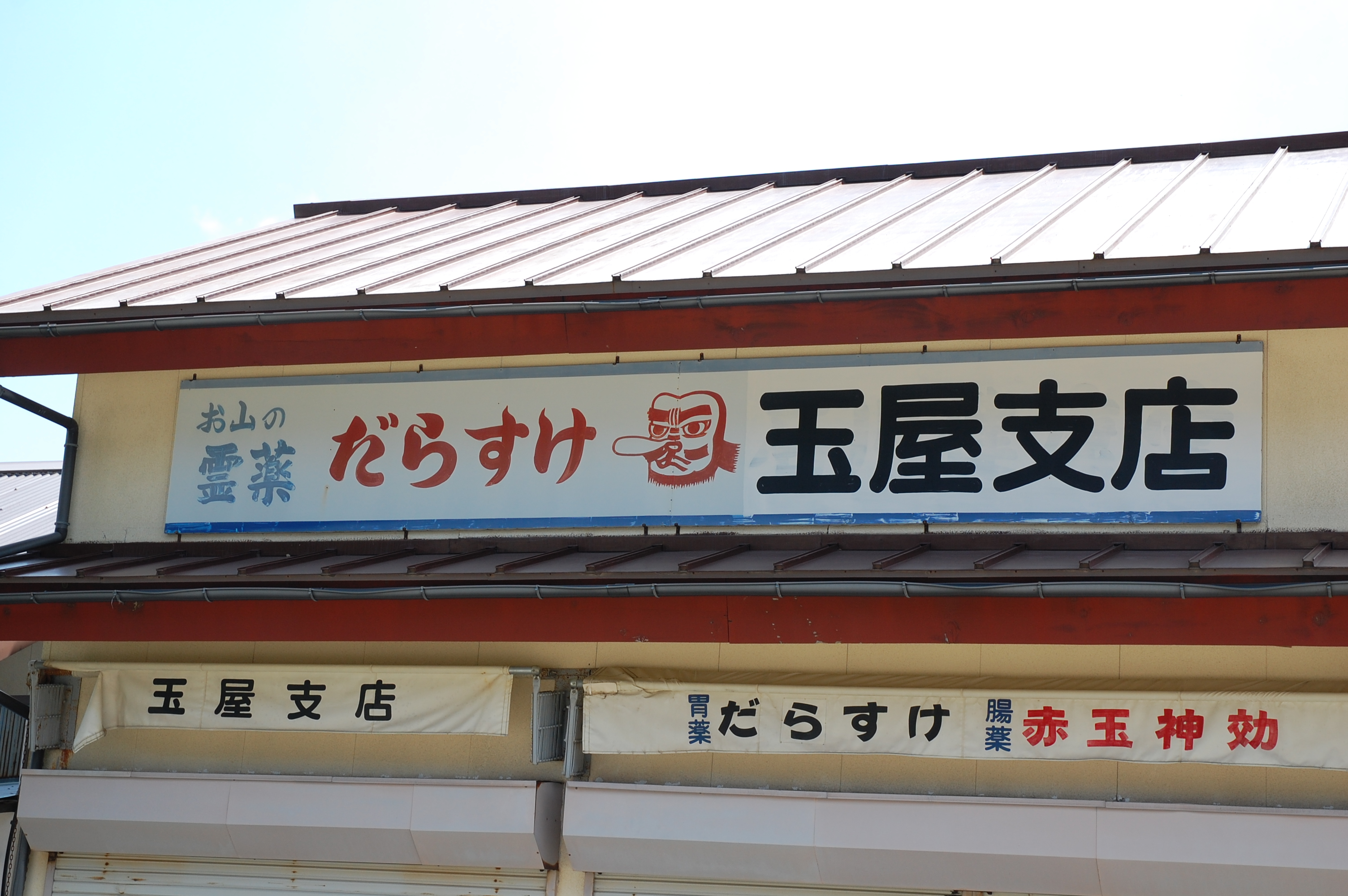
だらすけ玉屋支店（石鎚神社中宮成就社境内）

なお、オウバクエキスを主成分とする伝統薬としては百草や百草丸などがある。
長野県
御岳百草丸、御嶽山百草（御嶽山）
鳥取県
大山煉熊丸（大山）